# جون غوردون فولر
جون غوردون فولر (بالإنجليزية: John Gordon Fowler)‏ هو قائد عسكري أمريكي، ولد في 1905، وتوفي في 1 ديسمبر 1971.